# Afzelia rhomboidea
Afzelia rhomboidea là một loài thực vật có hoa trong họ Đậu. Loài này được (Blanco) S.Vidal miêu tả khoa học đầu tiên.

## Hình ảnh

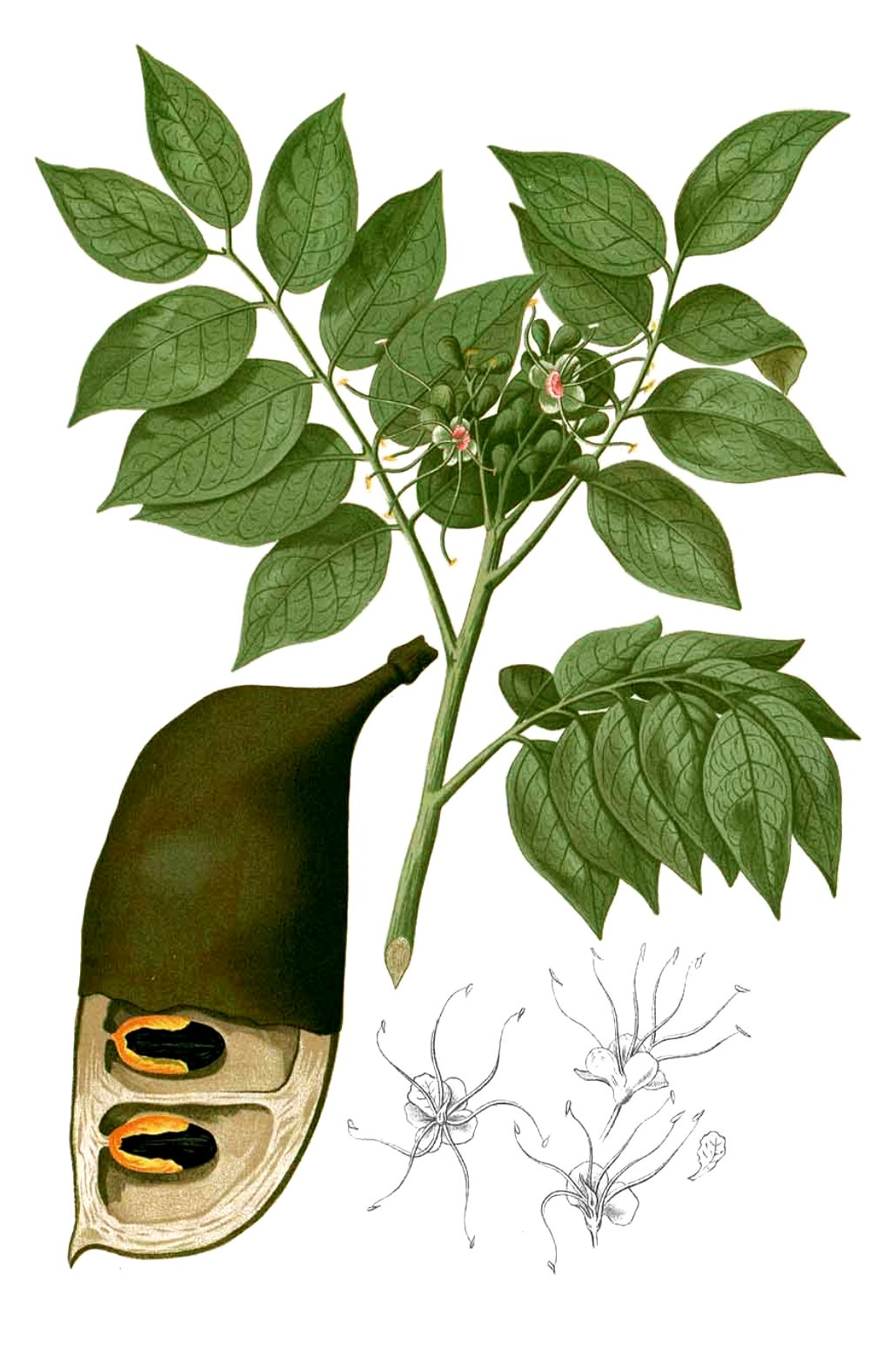
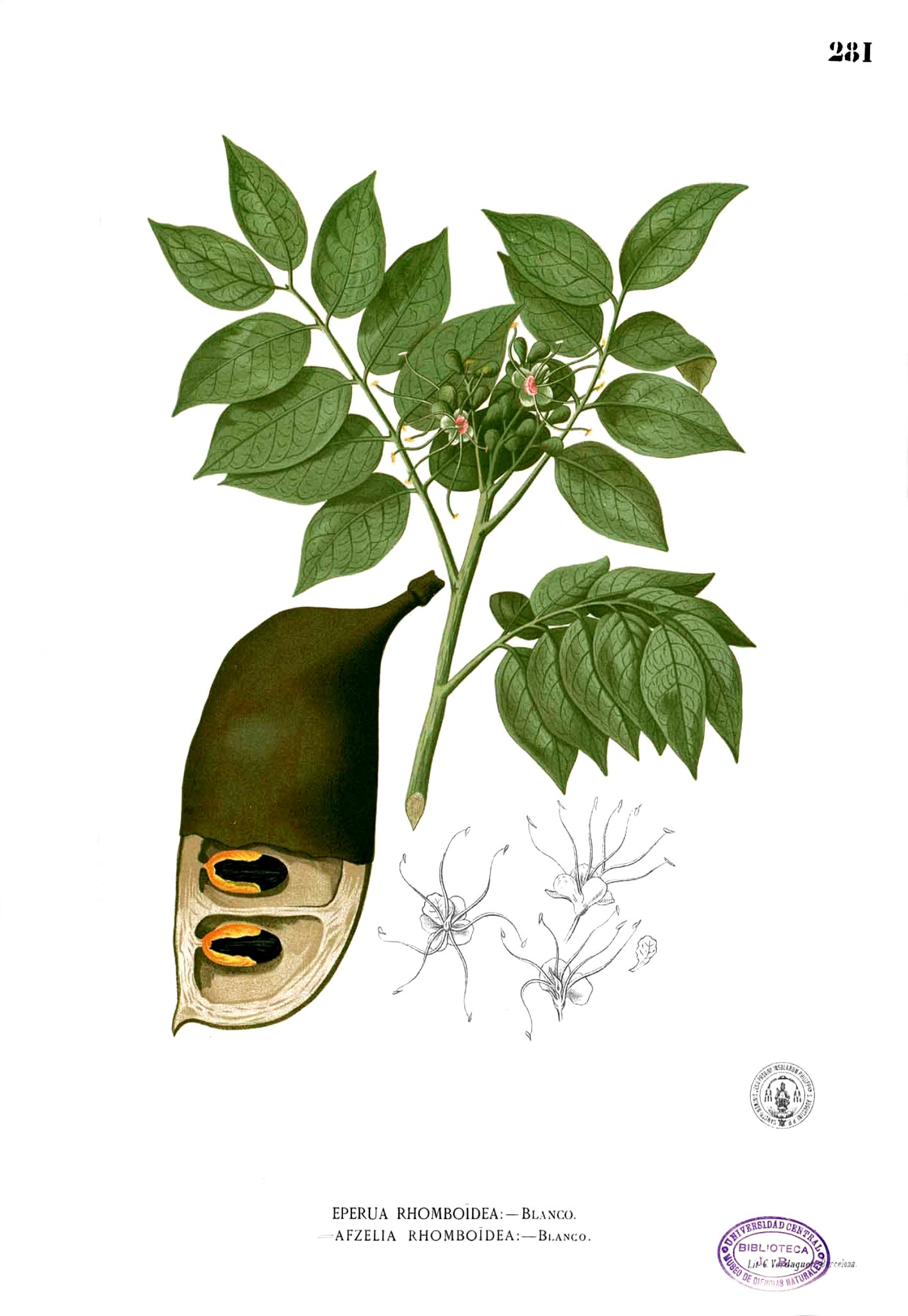